# Viaduc de Morlaix
Der Viaduc de Morlaix ist eine Eisenbahnbrücke in Morlaix im Département Finistère in der französischen Region Bretagne.
Der Viadukt überquert im Zentrum der Stadt das tief eingeschnittene Tal des Flusses Morlaix, der hier unter dem Pflaster der Place des Otages und der Place Cornic verläuft. Bis zum Ende des 19. Jahrhunderts reichte der Hafen noch an den Viadukt. Er steht unmittelbar neben der Kirche Saint-Mélaine aus dem 15. Jahrhundert, deren Kirchturm von dem Viadukt deutlich überragt wird.
Auf dem Viadukt verläuft die zweigleisige Bahnstrecke Paris–Brest, die von den Zügen des TER Bretagne und dem Hochgeschwindigkeitszug TGV benutzt wird, der zwischen Paris und Rennes auf eigenen Strecken fährt. Der Viadukt schließt im Westen unmittelbar an den auf der Hochfläche liegenden Bahnhof von Morlaix an.
Der Viaduc de Morlaix wurde zwischen 1861 und 1863 erbaut, obwohl sich der Stadtrat gegen seinen Bau ausgesprochen hatte, da das große Bauwerk die Durchlüftung des engen Tales behindern würde. Die Bahnstrecke wurde 1865 eröffnet. Der 292 m lange und 62 m hohe Viadukt hat zwei Etagen mit neun 13,47 m weiten Rundbögen in der unteren und vierzehn 15,50 m weiten Bögen in der oberen Etage. Die Pfeiler sind an ihrem Fuß 19,36 m breit und verjüngen sich nach oben auf 11,16 m. Durch ihre bis zum Geländer durchgezogenen Vorlagen und die Betonung der Kämpfer und der Etagen durch umlaufende Simse erhält das große und schwere Bauwerk ein leichteres Aussehen. Auf der ersten Etage verbindet ein Fußweg die beiden Talhänge, der in kleinen Durchgängen durch die Pfeiler geht.
Von 1891 bis 1967 führte auch die meterspurige Strecke von Morlaix nach Carhaix über den Viadukt, für die man eine dritte Schiene eingebaut hatte.
Im Zweiten Weltkrieg wurde das von der Wehrmacht besetzte Morlaix von den Alliierten bombardiert, aber der Viadukt wurde nur einmal getroffen und der Schaden schnell wieder behoben.
Seit 1975 steht der Viadukt als Monument historique unter Denkmalschutz.

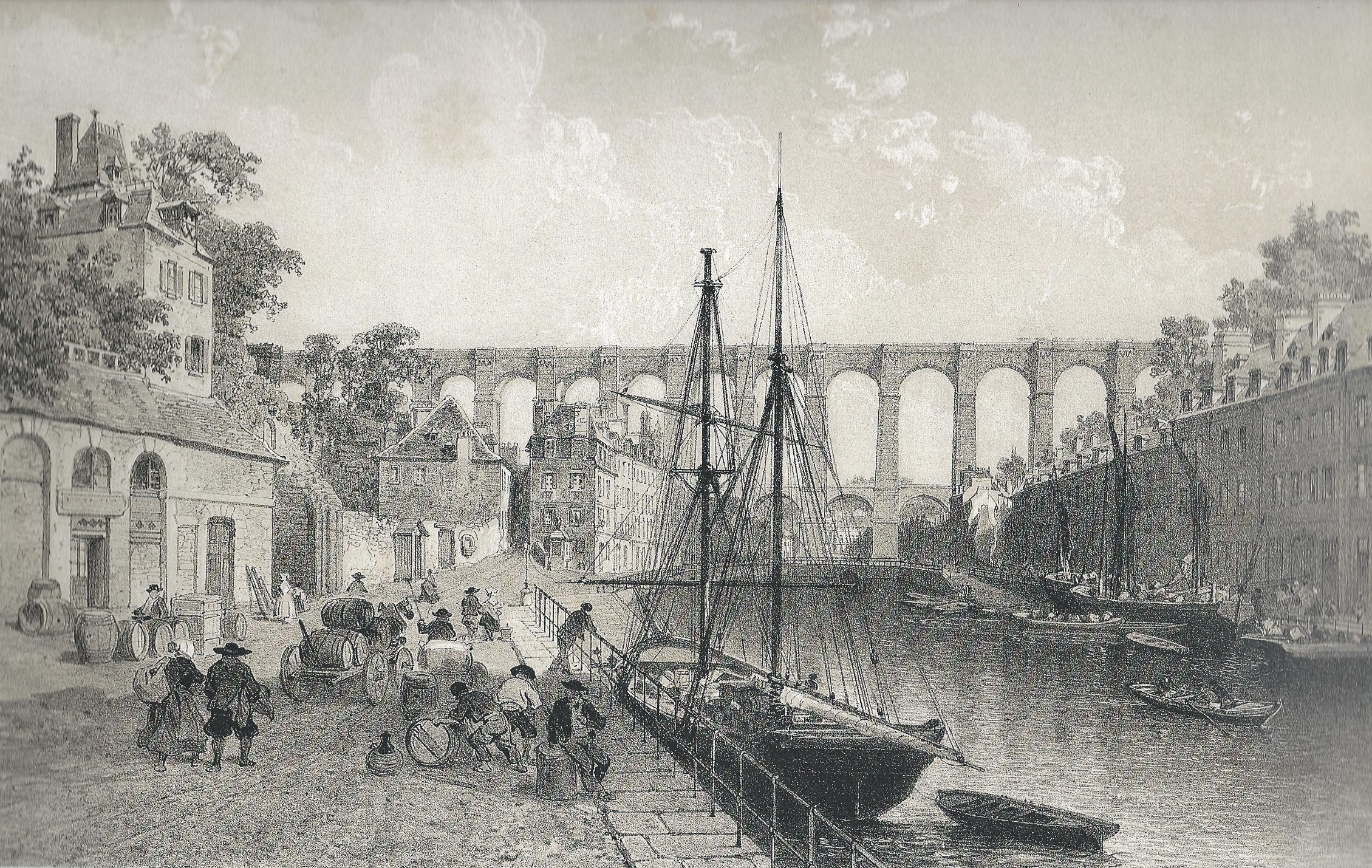
Félix Benoist, 1865: Das Eisenbahnviadukt und das Ende des Hafens
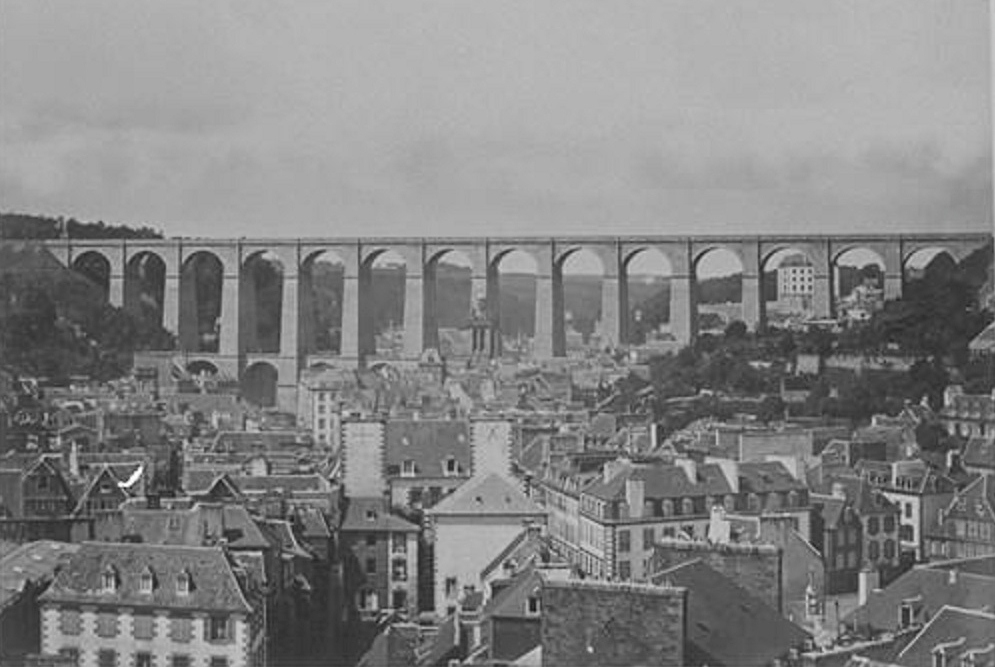
Morlaix und das Viadukt 1873
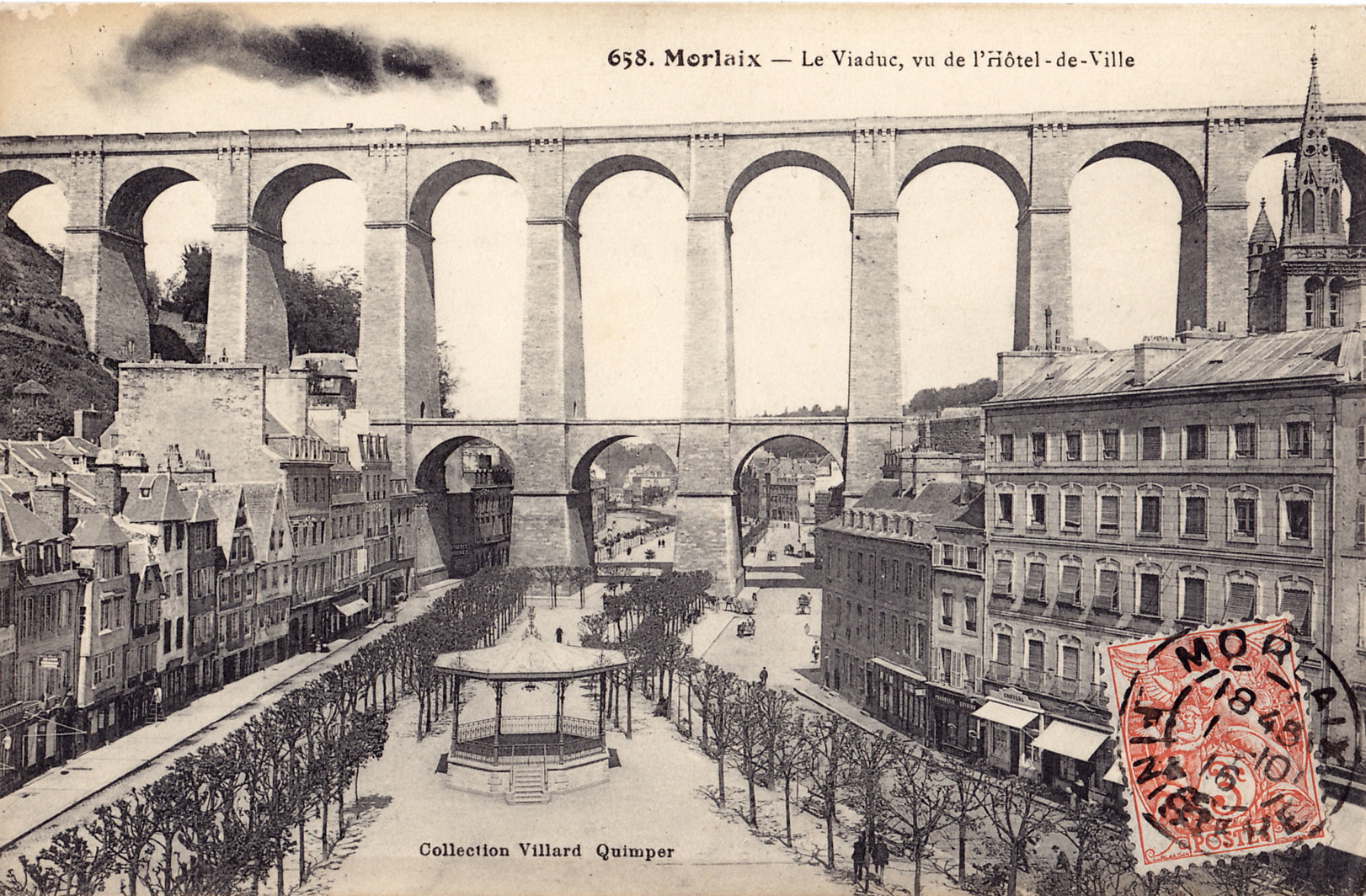
Ansicht am Anfang des 20. Jahrhunderts
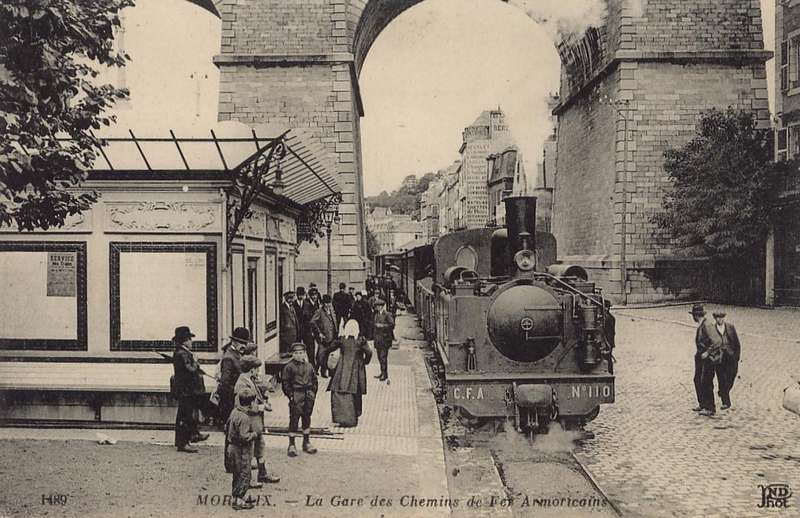
Unter dem Viadukt fuhren die Züge der Chemins de fer armoricains